# Финкен
Финкен (њем. Fincken) општина је у њемачкој савезној држави Мекленбург-Западна Померанија. Једно је од 60 општинских средишта округа Мириц. Према процјени из 2010. у општини је живјело 590 становника. Посједује регионалну шифру (AGS) 13056010.

## Географски и демографски подаци
Финкен се налази у савезној држави Мекленбург-Западна Померанија у округу Мириц. Општина се налази на надморској висини од 70 метара. Површина општине износи 34,9 km². У самом мјесту је, према процјени из 2010. године, живјело 590 становника. Просјечна густина становништва износи 17 становника/km².